# MusiXTeX

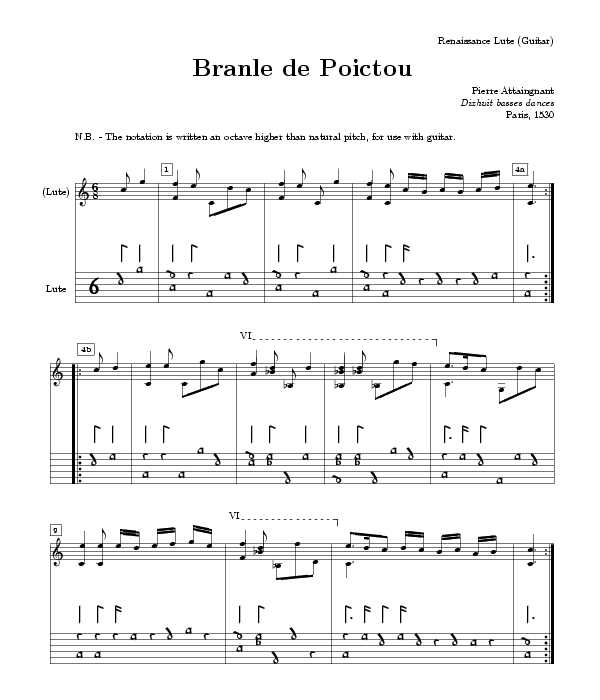
Ukázka výstupu

MusiXTeX je soubor maker typografického systému TeX určený pro notovou sazbu. Je uvolněný pod licencí GNU GPL, jedná se tedy o svobodný software. Podobně jako jiné TeXové nástroje je založen na konceptu WYSIWYM, při tvorbě se editují zdrojové kódy a z nich se pak za pomoci TeXu a maker MusiXTeXu vytvoří kvalitní výstup ve formátech typu DVI, PostScript nebo PDF. Vzhledem k přenositelnosti TeXu samotného je vysoce přenositelný i MusiXTeX, který je tak možné používat nejen na Linuxu, Mac OS X a dalších UN*Xových operačních systémech, ale také na Microsoft Windows.
Od projektu MusiXTeX se v roce 1996 oddělil projekt LilyPond, který se jím v mnohých věcech nechal inspirovat.
Protože je zápis v MusiXTeXu poměrně složitý a v současnosti existuje několik (i svobodných) programů pro sazbu not, lze pohlížet na MusiXTeX spíše jako na jedno z rozšíření TeXu, které umožňuje začlenit do dokumentu notové ukázky, než jako na primární nástroj pro notovou sazbu.